# Arnulf Abele
Arnulf Abele (Nuremberg, 8 de Novembro de 1914 - Hopferau, 2 de Julho de 2000) foi um oficial alemão que serviu na Heer durante a Segunda Guerra Mundial. Foi condecorado com a Cruz de Cavaleiro da Cruz de Ferro.

## Condecorações
| Cruz de Ferro 2ª Classe                                    | 25 de julho de 1940     |
| Cruz de Ferro 1ª Classe                                    | 22 de janeiro de 1942   |
| Distintivo de feridos (1939) em preto                      | 28 de outubro de 1942   |
| Distintivo da infantaria de assalto                        |                         |
| Medalha da Frente Oriental                                 |                         |
| Cruz de Cavaleiro da Cruz de Ferro                         | 22 de fevereiro de 1944 |
| Ordem do Mérito da República Federal da Alemanha 1ª Classe | 28 de dezembro de 1972  |